# Rezolucje Rady Bezpieczeństwa ONZ z roku 1980
Stałe miejsca w Radzie Bezpieczeństwa ONZ posiadają:
- ChRL
- Francja
- ZSRR
- Stany Zjednoczone
- Wielka Brytania

W roku 1980 członkami niestałymi Rady były:
- Niger
- Tunezja
- Zambia
- Filipiny
- Bangladesz
- Meksyk
- Jamajka
- Norwegia
- Portugalia
- NRD

## Rezolucje
Rezolucje Rady Bezpieczeństwa ONZ przyjęte w roku 1980:
- 462 (w sprawie międzynarodowego pokoju i bezpieczeństwa)
- 463 (w sprawie Południowej Rodezji)
- 464 (w sprawie Saint Vincent i Grenadynów)
- 465 (w sprawie terytoriów okupowanych przez Izrael)
- 466 (w sprawie Zambii i RPA)
- 467 (w sprawie Izraela i Libanu)
- 468 (w sprawie terytoriów okupowanych przez Izrael)
- 469 (w sprawie terytoriów okupowanych przez Izrael)
- 470 (w sprawie Izraela i Syrii)
- 471 (w sprawie terytoriów okupowanych przez Izrael)
- 472 (w sprawie Cypru)
- 473 (w sprawie RPA)
- 474 (w sprawie Izraela i Libanu)
- 475 (w sprawie Angoli i RPA)
- 476 (w sprawie terytoriów okupowanych przez Izrael)
- 477 (w sprawie Zimbabwe)
- 478 (w sprawie terytoriów okupowanych przez Izrael)
- 479 (w sprawie Iranu i USA)
- 480 (w sprawie Międzynarodowego Trybunału Sprawiedliwości)
- 481 (w sprawie Izraela i Syrii)
- 482 (w sprawie Cypru)
- 483 (w sprawie Izraela i Libanu)
- 484 (w sprawie terytoriów okupowanych przez Izrael)